# Bantala
Bantala is een bestuurslaag in het regentschap Flores Timur van de provincie Oost-Nusa Tenggara, Indonesië. Bantala telt 1454 inwoners (volkstelling 2010).